# Calviac-en-Périgord
 Calviac-en-Périgord  (en occitano Calviac de Perigòrd) es una población y comuna francesa, situada en la región de Aquitania, departamento de Dordoña, en el distrito de Sarlat-la-Canéda y cantón de Carlux.

## Demografía
| 438 | 406 | 404 | 425 | 441 | 468 |
| Para los censos de 1962 a 1999 la población legal corresponde a la población sin duplicidades (Fuente: INSEE [Consultar]) |     |     |     |     |     |